# Susan Duerden
Pour les articles homonymes, voir Susan et Duerden.
Susan Duerden, née le 7 octobre 1978 à Londres, est une actrice et une narratrice britannique.

## Filmographie
- 1997 : So This Is Romance? : une femme dans le pub
- 1998 : Verdict (série télévisée) : Heather Smart
- 2000 : Holby City (série télévisée) : Amelia Ford
- 1999-2001 : Emmerdale (série télévisée) : Claudia Nash
- 1997-2001 : The Bill (série télévisée) : Sally / Emily Speaks
- 2001 : Attachments (série télévisée) : Paula
- 2002 : Doctors (série télévisée) : docteur Alison James
- 2002 : Clubhouse Detectives in Search of a Lost Princess : Marian
- 2003 : Night & Day (série télévisée) : Samantha
- 2001-2003 : The Vice (série télévisée) : Sarah
- 2004 : The First Vampire: Don't Fall for the Devil's Illusions (court métrage) : sœur Ingrid
- 2005 : Supervolcano (téléfilm) : Fiona Lieberman
- 2005 : Wannabe : Kate Hastings
- 2005 : Love Wrecked : Bree Taylor
- 2006 : A Midsummer Night's Rewrite (court métrage) : Kate / Titania
- 2006 : Unrest : Jasmin Blanchard
- 2006 : Flushed Away : la mère (voix)
- 2006 : Flushed Away (jeu vidéo) : Rita (voix)
- 2007 : My Insignificant Other (court métrage) : Mel
- 2007 : Luck of the Draw (court métrage) : Victoria
- 2007 : Like Magic (court métrage) : Jennifer
- 2008 : The Last Remnant (jeu vidéo) : Emma Honeywell (voix)
- 2008 : The Unit (série télévisée) : Lara Beerson
- 2008-2009 : Lost (série télévisée) : Carole Littleton
- 2009 : Lost: The Story of the Oceanic 6 (téléfilm) : Carole Littleton
- 2009 : Dragon Age: Origins (jeu vidéo) : Warden's Keep DLC / ... (voix)
- 2009 : Double Duty : Sophia
- 2010 : Lost: The Final Season - Beginning of the End (téléfilm) : Carole Littleton
- 2010 : Final Fantasy XIV (jeu vidéo) (voix)
- 2011 : Zen (mini-série) : Evie
- 2011 : Dragon Age II (jeu vidéo) : Hadriana / Tarohne / ... (voix)
- 2011-2014 : Waterloo Road (série télévisée) : Lilly Manson
- 2014 : Postman Pat: The Movie : Sara Clifton (voix)
- 2015 : Branded : Kate
- 2015 : NCIS : Enquetes Spéciales : Lorraine Mallard
- 2016 : Ava's Impossible Things : Faye / Claire